# لشك أبيض
لشك أبيض (الاسم العلمي: Remora albescens) (بالإنجليزية: white suckerfish)‏ هو نوع من الأسماك يتبع جنس اللشك الرامورة من الفصيلة اللشكية.